# Diascia collina
Diascia collina är en flenörtsväxtart som beskrevs av K.E.Steiner. Diascia collina ingår i släktet tvillingsporrar, och familjen flenörtsväxter. Inga underarter finns listade i Catalogue of Life.